# Seychellaltica
Seychellaltica es un género de insecto coleóptero de la familia Chrysomelidae.

## Especies
Las especies de este género son:
- Seychellaltica gardineri Biondi, 2002
- Seychellaltica mahensis (Maulik, 1931)
- Seychellaltica praslinensis Biondi, 2002